# Абдул-Халім Садулаєв
Абду́л-Халі́м Садула́єв (чеч. Садулин Абусаламин кІант Іабдул-Хьалим) — активний учасник чеченського національно-визвольного руху, голова Вищого Шаріатського суду ЧРІ, з 9 березня 2005 до 17 червня 2006 р. — Президент Чеченської республіки Ічкерія.
Належав до чеченського тейпу Устрадой (чеч. УстаргІардой), що вважається самостійним відгалуженням тейпу Білтой. Народився 2 червня 1966 року в місті Аргун (чеч. Устрада-ГІала), Чечня, загинув — 17 червня 2006 року в своєму ж рідному місті Аргун, Чечня.

## Біографія

### Ранній період
У 1984 закінчив одну з Аргунських середніх шкіл.
У 1984–1986 служив у ЗС СРСР (у НДР).
З 1987 працював бригадиром ремонтників у Аргунському депо. Паралельно навчався на курсах «Арабська мова і ісламське право». Займався спортом (карате).
У 1990 отримав кваліфікацію «суддя республіканської категорії з карате».

### Просвітницька діяльність
Після закінчення курсів арабської мови навчався у відомих чеченських богословів. Активний учасник ісламського відродження в Чечні.
З 1991 сам став вчителем, навчаючи молодь ісламу. Володів чеченською, арабською і російською мовами. 
З 1992 входив до складу комісії з контролю при адміністрації міста Аргун.

### Перша чеченська війнаі міжвоєнний період
Учасник першої російсько-чеченської війни. Восени 1994 р. активно включився в боротьбу проти російських агресорів. У його будинку в Аргуні знаходився штаб одного з підрозділів чеченських ополченців. Проповіді Шейха Абдул-Халіма і заклики до джихаду надихали моджахедів і сприяли поповненню лав ЗС ЧРІ.
З квітня 1995 р. очолював спеціальний слідчий шаріатський підрозділ при Головному штабі ЗС ЧРІ (начальник Аслан Масхадов). 
У проміжку між першою і другою війнами активно виступав з ісламськими проповідями на чеченському телебаченні. Очолював ісламський джамаат міста Аргун. Виступав із проповідями у різних регіонах Чечені. Певний час був імамом Аргунської мечеті.
Восени 1996 р. вступив на заочне відділення філологічного факультету Чеченського університету (чеченська мова і література).
У 1997 р. здійснив хадж до Мекки.
З початку 1998 р. організував курси «Ісламське право та ісламська етика», де проходили перепідготовку вчителі загальноосвітніх шкіл та викладачі вишів. 
Був імамом мечеті у Грозному.

### Друга чеченська війна, керівництвоЧеченською республікою Ічкерія

Абдул-Халім Садулаєв з Шамілем Басаєвим

Абдул-Халім Садулаєв з Раббані Халіловим і Аль-Урдуні

У Лютому 1999 Президент ЧРІ Аслан Масхадов своїм указом увів Шейха Абдул-Халіма до складу Державної комісії з розробки Шаріатської Конституції ЧРІ (голова Ахмед Закаев).
У 1999 на виборах керівництва Муфтіяту ЧРІ (після звільнення муфтія Ахмата Кадирова, що погодився співпрацювати з російською окупаційною владою), які організувала Рада алімів Чечні, Садулаєв був обраний першим заступником муфтія (муфтієм був обраний Бай-Алі Тевсієв).
З початком Другої російсько-чеченської війни очолив Аргунський Ісламський Джамаат, що був структурним підрозділом Східного фронту ЗС ЧРІ (командувач Амір Абу аль-Валід).
З 2000 входив до редакційної ради підпільної газети «Голос Джихаду».
В 2001 в одному з сіл Веденського району російські спецслужби викрали дружину Садулаєва — Фатіму (ПетІамат) і вимагали від неї повідомити про місцесзаходження чоловіка (за даними чеченських джерел, вона була закатована на смерть після провалу спроби викупу).
На початку 2002 Президент ЧРІ Аслан Масхадов поклав на Шейха Абдул-Халіма обов’язки Віце-президента ЧРІ (Ваха Арсанов був звільнений з посади в серпні 2001 р.).
Улітку 2002 під час розширеного засідання Державного комітету оборони — Маджлісуль Шура ЧРІ (вищий орган державної влади ЧРИ на період війни) Шейх Абдул-Халім був затверджений на посаді Віце-президента ЧРІ. Він також був призначений головою Вищого шаріатського суду ЧРІ і керівником Шаріатського комітету ДКО-МШ.
Після загибелі 8 березня 2005 Президента Аслана Масхадова, Віце-президент ЧРІ Абдул-Халім Садулаєв взявся до виконання обов’язків Президента ЧРІ, Голови Кабінету міністрів ЧРІ, Верховного Головнокомандуючого ЗС ЧРІ, Аміра ДКО — Маджлісуль Шура ЧРІ (За сумісництвом він також виконував обов’язки голови Вищого шаріатського суду ЧРІ).
У травні 2005 Шейх Абдул-Халім видав один із своїх перших указів на посту Президента ЧРІ про створення Кавказького фронту ЗС ЧРІ, що ставило за мету перетворити російсько-чеченську війну на російсько-кавказьку. Садулаєв офіційно став першим аміром моджахедів Кавказу.
На розширеному зассіданні ДКО-Маджлісуль Шура ЧРІ в липні-серпні 2002 (засідання тривало 24 дні), в якому взяли участь члени ДКО, Уряду, Парламенту, глав адміністрацій і військове командування ЗС ЧРІ, була прийнята низка важливих рішень: 

- Були внесені кілька поправок і доповнень до діючої Конституції ЧРІ з урахуванням підготованих пропозицій у 1999 Державною комісією з Шаріатської реформи

- Було прийняте рішення про механізм легітимної передачі влади у випадку поранення чи загибелі діючого Президента ЧРІ

- Був прийнятий «Баят» (ісламська присяга) на вірність голові держави військово-політичних керівників усіх рівнів доти, доки керівник держави буде дотримуватись шаріату і відстоювати його

### Загибель
Загинув в бою з представниками російських спецслужб 17 червня 2006 р. у рідному місті Аргун. Є кавалером вищого ордену ЧРІ «Къоман сий» («Честь нації»).